# Philautus ochlandrae
Philautus ochlandrae är en groddjursart som beskrevs av Gururaja, Dinesh, Palot, Radhakrishnan och Ramachandra 2007. Philautus ochlandrae ingår i släktet Philautus och familjen trädgrodor. Inga underarter finns listade i Catalogue of Life.